# 레히아 그단스크
레히아 그단스크(Lechia Gdańsk)는 폴란드의 축구 클럽으로, 그단스크를 연고지로 한다. 1945년 창단되어 2008년부터 현재까지 엑스트라클라사에 참가하고 있다.

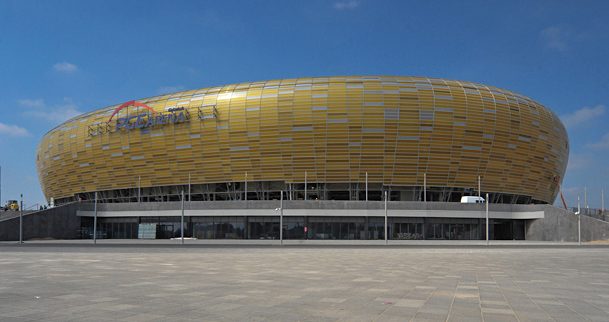
스타디온 에네르가 그단스크

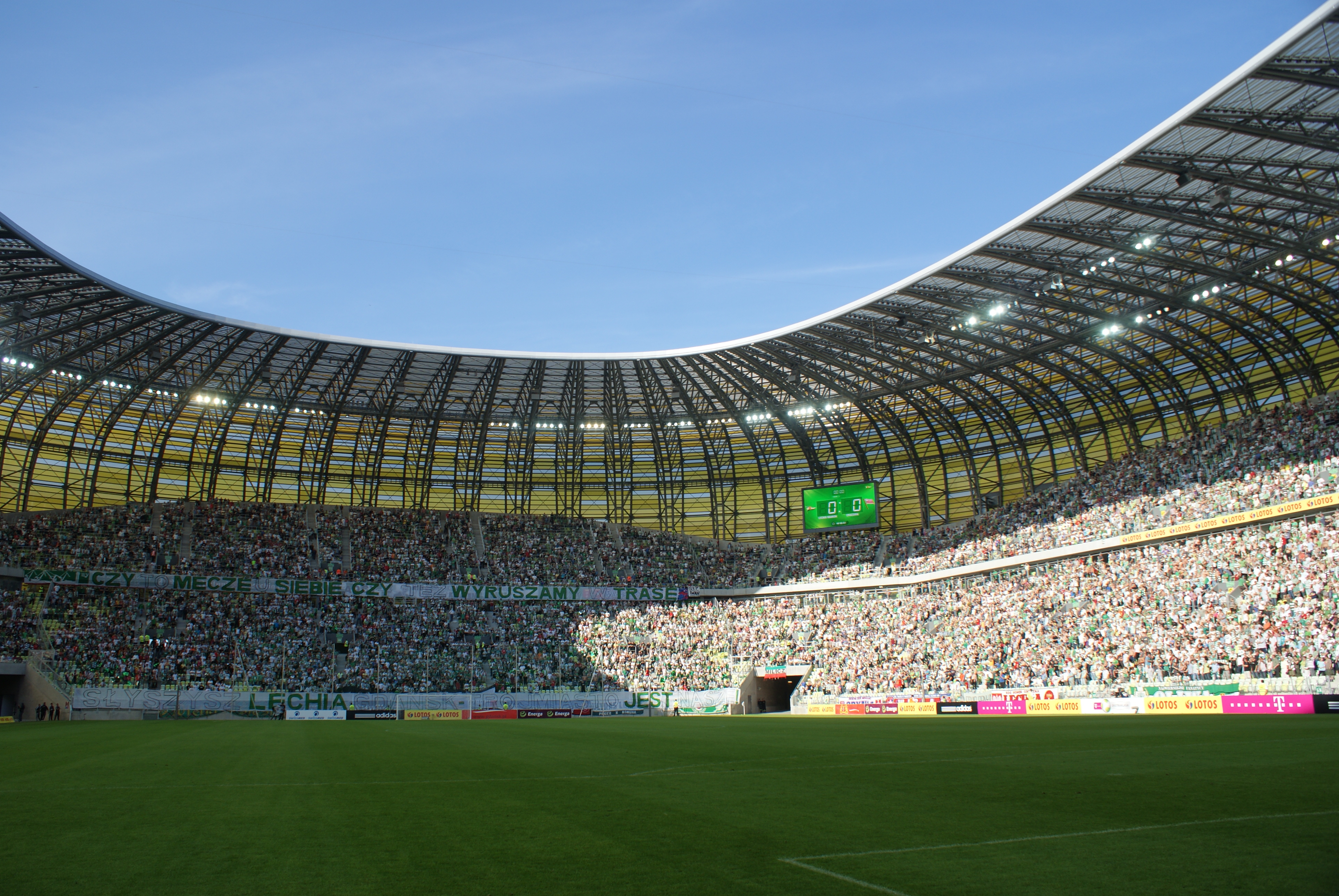
스타디온 에네르가 그단스크

## 역사
1945년 폴란드 그단스크를 연고로 하여 "클럽 BOP"(Klub Sportowy Biura Odbudowy Portów)라는 이름으로 창단하였다. 창단 당시부터 클럽 색은 초록색, 하얀색이었다. 창단 멤버의 주축은 그단스크 기술대학(Politechniką Gdańską)의 강사들이었는데, 강사 대부분이 제2차 세계 대전 이전 폴란드의 도시였으나 전후 우크라이나 영토가 된 르부프(Lwów;우크라이나 명Львів)에서 온 사람들이었다.
같은 해 말, 클럽 이름을 발티아(Baltia)로 바꾸었다. 1946년 초, 구단 명칭을 "레히아"(Lechia)로 개명하였다. 이 명칭은 50년대 중반, 정부에 의해 건설자(Budowlani)라는 이름으로 잠깐 바뀔 때 빼고는, 지금까지 유지되어오고 있다. 레히아라는 클럽 이름과 색은 제2차 세계 대전 이전 르부프에 존재하던 레히아 축구 클럽의 이름과 색을 따온 것이다.
1948년 말에 엑스트라클라사로의 첫 승격을 이뤄냈으나 한 시즌만인 1949년 2부 리그로 강등되었다.
- 엑스트라클라사 데뷔 경기: 1949년 3월 20일 KS 크라코비아 – 레히아 그단스크 5–1
- 엑스트라클라사 첫 승: 1949년 3월 27일 레히아 그단스크 – 루흐 호주프 5–3

1951년 말 엑스트라클라사로 승격했다. 이름을 "Budowlani"로 개명하였으나, 1953년 또 한 시즌만에 2부 리그로 강등되었다. 1955년에는 폴란드 컵 결승에도 진출했다. 1956년에는 엑스트라클라사 3위로 시즌을 끝마쳤는데 이는 지금도 구단 역사상 최고 성적이다. 1962–63 시즌, 2부 리그로의 3번째 강등을 맞았으며, 1966–67 시즌에는 3부 리그로 강등되었다. 1972–73 시즌에 다시 2부 리그로 복귀했으나, 1981–82 시즌에 다시 강등되었다.
그럼에도 불구하고 1980년대는 구단의 부활기로 여겨진다. 1982–83 시즌, 레히아 그단스크는 다시 2부 리그로 복귀하였다. 1983년, 피아스트 글리비체를 2-1의 점수로 이기며 폴란드 컵을 우승하고 폴란드 슈퍼컵을 우승하면서 구단 역사상 최고의 업적을 달성한다. 1984년 21년만에 엑스트라클라사 승격을 이뤄냈다. 그 후 4년간 엑스트라클라사에서 활약하였으나 1988년 2부 리그로 강등되었다.
2007–08 시즌 2부 리그 우승을 이뤄내면서 엑스트라클라사로 승격했다.

## 역대 성적
- 엑스트라클라사:
  - 3위: 1956
- 폴란드 컵:
  - 우승: 1982/83
  - 준우승: 1955
  - 준결승 진출: 2010, 2011
- 폴란드 슈퍼컵:
  - 우승: 1983
- UEFA 컵위너스컵:
  - 제1 라운드 진출: 1983-84

## 선수단

### 현재 소속 선수
2024년 4월 15일 기준
참고: FIFA 자격 규정에 따라 소속된 국가대표팀 국기를 표시합니다. 선수는 복수의 FIFA 비회원국 국적을 가지고 있을 수 있습니다.
| 번호 | 포지션 | 국적                  | 이름          |
| ---- | ------ | --------------------- | ------------- |
| 8    | MF     | 보스니아 헤르체고비나 | 리페트 카피치 |
| 17   | MF     | 우크라이나            | 안톤 사렌코   |

| 번호 | 포지션 | 국적 | 이름             |
| ---- | ------ | ---- | ---------------- |
| 94   | DF     |      | 루프 디완 구에호 |

## 역대 감독
| 감독                  | 임기        |
| --------------------- | ----------- |
| 파베우 야나스         | 2011 ~ 2012 |
| 리카르도 모니츠       | 2014        |
| 예지 브젱체크         | 2014 ~ 2015 |
| 피오토르 스토코비에크 | 2018 ~      |

## 같이 보기
- UEFA 챔피언스리그